# Jaume Serra i Fontelles
Jaume Serra i Fontelles va néixer a Manresa el 6 de juliol de 1946. És escriptor i realitzador de televisió.
Després d'estudiar batxillerat elemental a l'Institut Lluís de Peguera de Manresa, va començar a treballar en un taller mecànic. L'any 1961 el seu pare es va comprar una càmera de filmar de 8 mm, fet que li va permetre introduir-se al món de la imatge. Va començar a fer pel·lícules còmiques, poètiques i també documentals i va guanyar diversos premis de cinema amateur en ciutats com Vilanova, Vilafranca o Barcelona. Va tenir una adolescència traumàtica, sobretot els anys que va passar a l'escola La Salle i també perquè la feina al taller no li agradava. Finalment el 1966 va decidir anar-se’n a viure a Barcelona, on va fer feines esporàdiques fins que va entrar a treballar a TVE Catalunya com a ajudant de realització. Al 1983 va assolir un plaça de realitzador. Al principi treballava a la secció d'esports, però posteriorment es va poder especialitzar en què realment li agradava: el periodisme cultural. Una de les seves obres més destacades com a realitzador va ser una sèrie de 7 capítols dedicada al maquis a Catalunya. També va realitzar una sèrie de 17 capítols, anomenada La Catalunya del mar, on es mostraven imatges dels pobles costaners de Catalunya. I també Els Camins de la calma, una sèrie dedicada a les esglésies de Catalunya. És l'únic realitzador de TVE que ha tingut una nominació als premis EMI per un programa especial sobre Joan Miró. La seva feina li ha permès conèixer multitud de personatges: va  conviure unes setmanes amb el pintor Tàpies, i va treballar durant anys amb Montserrat Roig i Josep M. Carandell.
Paral·lelament a la seva feina, també es dedica a l'escriptura. Es va iniciar escrivint teatre el 1977 amb l'obra El dret al revés, amb la qual va obtenir el premi Ciutat de Granollers 1977. Després va prosseguir amb obres com Deixeu-me ser mariner, que va rebre el premi Ciutat d'Alcoi 1979, Manric Delclòs (premi Born de Teatre 1992) i Exclòs, obra amb la qual va rebre un accèssit al premi Ignasi Iglesias de 1993. També el 1993 va rebre el premi Santos Antolín per l'obra Comèdies del Corral. Aquestes obres mostren el seu humor crític i un regust amarg de la societat. També ha escrit les obres Sarsuela de malves (1983) i Fe de rates (1984). En el camp de la narrativa ha escrit Desitja’m sort, Madeleine, obra per la qual va rebre el premi Ciutat d'Alacant 1974, Nit de Vetlla (2009) i Mà a les fosques (2013) un recull de relats i microrelats. A més també va escriure la biografia del maquis Jesús Martín Maluenda, obra que porta per títol L'Ombra dels maquis (2001).